# صاریغ دم‌کوتاه ماراحو
صاریغ دم‌کوتاه ماراحو (نام علمی: Monodelphis maraxina) نام یک گونه از سرده تک‌زهدان‌ها است.